# Tour de France Automobile

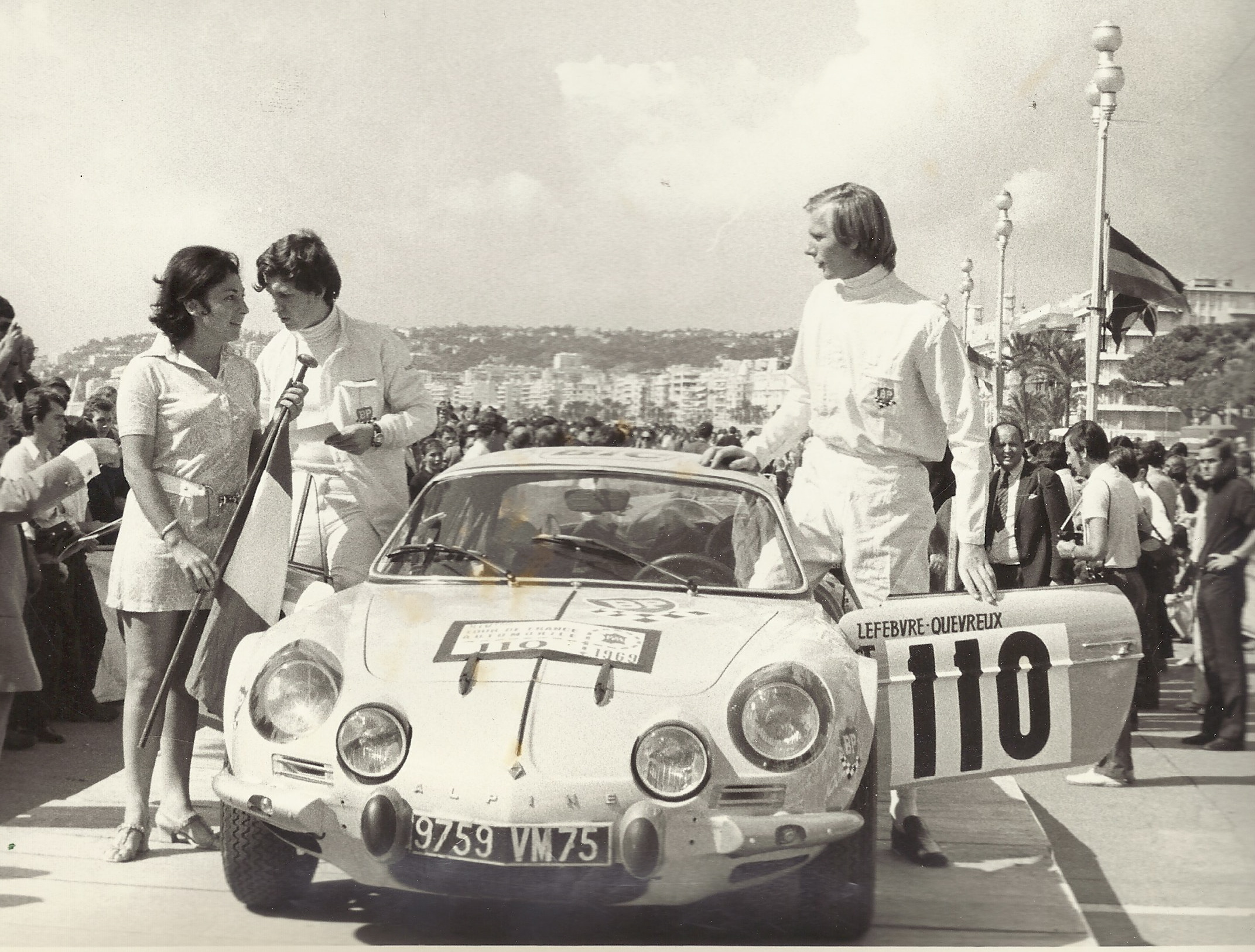
14. Tour de France Automobile

Tour de France Automobile – rajd samochodowy odbywający się z przerwami we Francji w latach 1899-1986. Był jedną z eliminacji Rajdowych mistrzostw Europy oraz Rajdowych mistrzostw Francji.

## Zwycięzcy rajdu z lat 1951 - 1986[1]
| Rok  | Rajd                          | Kierowca                               | Pilot                   | Samochód                            | Seria                   |
| ---- | ----------------------------- | -------------------------------------- | ----------------------- | ----------------------------------- | ----------------------- |
| 1951 | 1. Tour de France Automobile  | Pierre "Pagnibon" Boncompagni          | Alfred Barraquet        | Ferrari 212 Export                  |                         |
| 1952 | 2. Tour de France Automobile  | Marc Gignoux                           | Mme Gignoux             | DB 750                              |                         |
| 1953 | 3. Tour de France Automobile  | Jacques Péron - Sport                  | R. Bertramnier          | Osca MT4                            |                         |
| 1953 | 3. Tour de France Automobile  | Paul Condrillier - Touring car         | Daniel                  | Renault 4CV 1062                    |                         |
| 1954 | 4. Tour de France Automobile  | Jacques Pollet                         | Hubert Gauthier         | Gordini T15S                        |                         |
| 1956 | 5. Tour de France Automobile  | Alfonso de Portago                     | Edmont Nelson           | Ferrari 250 GT Berlinetta           |                         |
| 1957 | 6. Tour de France Automobile  | Olivier Gendebien - GT Category        | Lucien Bianchi          | Ferrari 250 GT Berlinetta           |                         |
| 1957 | 6. Tour de France Automobile  | Jean Hébert - Touring car              | Marcel Lauga            | Alfa Romeo Giulietta Sprint Veloce  |                         |
| 1958 | 7. Tour de France Automobile  | Olivier Gendebien - GT Category        | Lucien Bianchi          | Ferrari 250 GT Berlinetta           |                         |
| 1958 | 7. Tour de France Automobile  | Jean Hébert - Touring car              | Bernard Consten         | Alfa Romeo Giulietta Sprint Veloce  |                         |
| 1959 | 8. Tour de France Automobile  | Olivier Gendebien - GT Category        | Lucien Bianchi          | Ferrari 250 GT Berlinetta 'Interim' |                         |
| 1959 | 8. Tour de France Automobile  | Hermano da Silva Ramos - Touring car   | Jean Estager            | Jaguar Mark I                       |                         |
| 1960 | 9. Tour de France Automobile  | Willy Mairesse - GT Category           | Georges Berger          | Ferrari 250 GT Berlinetta SWB       |                         |
| 1960 | 9. Tour de France Automobile  | Bernard Consten - Touring car          | Jack Renel              | Jaguar Mark II                      |                         |
| 1961 | 10. Tour de France Automobile | Willy Mairesse - GT Category           | Georges Berger          | Ferrari 250 GT Berlinetta SWB       |                         |
| 1961 | 10. Tour de France Automobile | Bernard Consten - Touring car          | Jack Renel              | Jaguar Mark II                      |                         |
| 1962 | 11. Tour de France Automobile | André Simon - GT Category              | Maurice Dupeyron        | Ferrari 250 GT Berlinetta SWB       |                         |
| 1962 | 11. Tour de France Automobile | Bernard Consten - Touring car          | Jack Renel              | Jaguar Mark II                      |                         |
| 1963 | 12. Tour de France Automobile | Jean Guichet - GT Category             | José Behra              | Ferrari 250 GTO                     |                         |
| 1963 | 12. Tour de France Automobile | Bernard Consten - Touring car          | Jack Renel              | Jaguar Mark II                      |                         |
| 1964 | 13. Tour de France Automobile | Lucien Bianchi - GT Category           | Georges Berger          | Ferrari 250 GTO                     |                         |
| 1964 | 13. Tour de France Automobile | Peter Procter - Touring car            | Andrew Cowan            | Ford Mustang                        |                         |
|      |                               |                                        |                         |                                     |                         |
| 1969 | 14. Tour de France Automobile | Gérard Larrousse                       | Maurice Gélin           | Porsche 911 R                       | France                  |
| 1970 | 15. Tour de France Automobile | Jean-Pierre Beltoise Patrick Depailler | Jean Todt               | Matra 650                           | ERC                     |
| 1971 | 16. Tour de France Automobile | Gérard Larrousse                       | Johnny Rives            | Matra 650                           | ERC                     |
| 1972 | 17. Tour de France Automobile | Jean-Claude Andruet                    | Michèle Espinosi-Petit  | Ferrari 365 GTB4                    | ERC, France             |
| 1973 | 18. Tour de France Automobile | Sandro Munari                          | Mario Mannucci          | Lancia Stratos HF                   | ERC                     |
| 1974 | 19 Tour de France Automobile  | Gérard Larrousse Jean-Pierre Nicolas   | Johnny Rives            | Ligier JS2                          | ERC                     |
| 1975 | 20. Tour de France Automobile | Bernard Darniche                       | Alain Mahé              | Lancia Stratos HF                   | France                  |
| 1976 | 35. Tour de France Automobile | Jacques Henry                          | Bernard-Etienne Grobot  | Porsche Carrera                     | France                  |
| 1977 | 36 Tour de France Automobile  | Bernard Darniche                       | Alain Mahé              | Lancia Stratos HF                   | ERC 4, France, FIA CfRD |
| 1978 | 37. Tour de France Automobile | Michèle Mouton                         | Françoise Conconi       | Fiat 131 Abarth                     | ERC 4, FIA CfRD         |
| 1979 | 38. Tour de France Automobile | Bernard Darniche                       | Alain Mahé              | Lancia Stratos HF                   | ERC 4, France           |
| 1980 | 39. Tour de France Automobile | Bernard Darniche                       | Alain Mahé              | Lancia Stratos HF                   | ERC 4, France           |
| 1981 | 40. Tour de France Automobile | Jean-Claude Andruet                    | Chantal Bouchetal       | Ferrari 308 GTB                     | ERC 4, France           |
| 1982 | 41. Tour de France Automobile | Jean-Claude Andruet                    | Michèle Espinosi-Petit  | Ferrari 308 GTB                     | ERC 4, France           |
| 1983 | 42. Tour de France Automobile | Guy Fréquelin                          | Jean-François Fauchille | Opel Manta 400                      | ERC 3, France           |
| 1984 | 43. Tour de France Automobile | Jean Ragnotti                          | Pierre Thimonier        | Renault 5 Turbo                     | ERC 4, France           |
| 1985 | 44. Tour de France Automobile | Jean Ragnotti                          | Pierre Thimonier        | Renault 5 Maxi Turbo                | ERC 4, France           |
| 1986 | 45. Tour de France Automobile | François Chatriot                      | Michel Périn            | Renault 5 Maxi Turbo                | ERC 3, France           |

- ERC – Rajdowe Mistrzostwa Europy (liczba oznacza współczynnik rajdu)
- France - (Championnat de France des rallyes) Rajdowe mistrzostwa Francji
- FIA CfRD – FIA Cup for Rally Drivers